# Совјетски рат у Авганистану
Совјетски рат у Авганистану је био деветогодишњи рат између Совјета и антисовјетских снага који су се борили против авганистанске марксистичке владе. Совјетски Савез је подржавао владу, док су побуњеници добијали помоћ из многих земаља, укључујући и Сједињене Америчке Државе и Пакистан.
Почетно совјетско размештање 40. армије у Авганистану се десило 25. децембра 1979, а коначно повлачење трупа се десило између 15. маја 1988. и 2. фебруара 1989. године. Дана 15. фебруара Совјетски Савез је званично објавио да су све његове трупе напустиле земљу.

## Позадина
Авганистан, раскршће средње Азије, има дугу историју оружаних сукоба. У 4. веку п. н. е., Александар Велики је ушао у ову територију, која је тада била део Персијског царства, да би заузео Бактрију (данашњи Балкх). Инвазије Скита и Турака су следиле у потоњим вековима. Године 642, Арапи су освојили цео регион и увели ислам.
Скоро непроходне авганистанске планине и пустињски терен су се одразили на етнички и језички јединствено становништво. Паштуни су најдоминантнија етничка група, заједно са Таџицима, Хазарима, Ајмацима, Узбецима, Туркменима и осталим мањим групама.

## Пуч из априла 1978.
Шах Мохамед Захир је наследио престо и владао је од 1933. до 1973. Захиров рођак, Мохамед Дауд, је био премијер од 1953. до 1963. Марксистичка Народна демократска партија Авганистана (НДПА) је била означена као најзаслужнија за значајан развитак током тих година. 1967, НДПА се поделила на две стране: Халк (Масовна) фракцију на челу са Нур Мухамедом Таракијем и Хафизулом Амином и Парчам (Застава) фракцију на челу са Бабраком Камалом.
Бивши премијер је преузео власт војним ударом, скоро без крви, 17. јула 1973. кроз оптужбе за корупцију и лошу економску ситуацију. Дауд је окончао монархију, али његови покушаји социјалних и економских реформи су били неуспешни. Јака опозиција из фракција НДПА је изазвала репресије Даудовог режима. Са циљем окончања Даудове владавине, фракције НДПА су се ујединиле. 27. априла 1978, НДПА је у Саур револуцији збацила и погубила Дауда заједно са члановима његове породице. Нур Мухамед Тараки, генерални секретар НДПА, је постао председник Револуционарног савета и премијер новоуспостављене Демократске Републике Авганистан.

## Марксистичка влада
Током првих 18 месеци владавине, НДПА је извршила марксистичке реформе. Закон о реформама брачних обичаја и аграрна реформа су биле лоше схваћене од стране популације дубоко прожете Исламом и старим обичајима. Хиљаде припадника традиционалне елите, верских поглавара и интелигенције је прогоњено. У оквиру НДПА, сукоби су резултовали чисткама, прогонствима и погубљењима.
До лета 1978, побуна је започела у региону Нуристан у источном Авганистану и цивилни рат се проширио по земљи. Септембра 1979, заменик премијера Хафизула Амин је преузео власт након пуцњаве у палати у којој је убијен премијер Тараки. Преко 2 месеца нестабилности је обележило Аминијев режим пошто се он борио и против својих противника у НДПА и нарастајуће побуне.
Бивши директор ЦИА, Роберт Гејтс, је написао у својим мемоарима да је америчка обавештајна служба почела да пружа помоћ противничким фракцијама у Авганистану 6 месеци пре совјетског размештања. 3. јула 1979, амерички председник Џими Картер је потписао директиву којом је ЦИА добила овлашћење да врши прикривене пропагандне операције против револуционарног режима. Ова информација је обновила дебату око разлога избијања рата. Присталице америчке интервенције, наводећи Брежњевљеву доктрину, су тврдиле да су намере Совјетског Савеза да контролише Авганистан биле јасне. Противници тврде да су САД намерно дале Совјетском Савезу повод за рат да га увуче у сукоб који не би био добијен због великих трошкова.
Даље, режими Совјетског Савеза и Авганистана су одржавали добре дипломатске односе. Пре совјетског размештања, више од 400 совјетских војних саветника је било размештено у Авганистану у мају 1978. 7. јула 1979, СССР је послао падобрански батаљон као одговор на захтев авганистанске владе. Накнадни захтеви авганистанске владе нису се односили на веће јединице, него на мање посаде. Са Авганистаном у кобној ситуацији током које је земља била под најездом побуне подржане споља, Совјетски Савез је разместио 40. армију као одговор на претходне захтеве од Владе Авганистана. 40. армија се састојала од две моторизоване дивизије, падобранске дивизије, јуришне бригаде и два одвојена моторизована пука.

## Совјетско размештање
Децембра 1978, СССР је потписао билатерални споразум о пријатељству и сарадњи са Авганистаном који је допуштао размештање совјетских војника у случају авганистанског захтева. Совјетска војна помоћ се повећала и Аминов режим је постајао све зависнији од совјетске војне помоћи и саветника. Ипак, до октобра 1979. односи између Авганистана и Совјетског Савеза су се пореметили, вероватно због Аминовог одбијања совјетског предлога да стабилизује своју владу.
Исламски герилци у планинским пределима су шиканирали авганистанску војску до тачке да се председник Амин обратио Совјетском Савезу да повећа помоћ. Совјетски Савез је одлучио да пружи помоћ Авганистану у циљу очувања авганистанске револуције, али је веровао да је Амин као председник Авганистана неспособан да изврши овај задатак. Совјетски лидери, на основу информација које им је пружао КГБ, су мислили да Амин дестабилизује ситуацију у Авганистану. Последњи аргумент да се уклони Амин је била информација од агената КГБ из Кабула: наводно, двојица Аминових телохранитеља је убило бившег председника Туракија јастуком и Амин је осумњичен да је агент ЦИА. Ипак, било је неколико скептика међу совјетским војним саветницима у авганистанској армији, на пример генерал Васили Заплатин, тадашњи политички саветник, који је тврдио да је четворо млађих Таракијевих министара било одговорно за дестабилизацију. Још један јак аргумент против веровања да је Амин био амерички агент је да је он увек и свуда показивао званично пријатељство са Совјетским Савезом. И након погубљења Амина и двојице његових синова, његова супруга је тврдила да су она и њихов преостали син и две ћерке желели да иду само у Совјетски Савез, јер је њен муж био њихов пријатељ. Она је на крају и отишла да живи у Совјетски Савез. Ипак, Заплатин није успео да докаже ово.
22. децембра, совјетски саветници у авганистанској армији су их саветовали да изврше периодична одржавања тенкова и остале важне опреме. У међувремену, телекомуникационе везе до подручја изван Кабула су пресечене, чиме је престоница остала изолована. Са нарушеном безбедносном ситуацијом, велики број совјетских падобранских трупа са придружио стационираним копненим трупама и почео је да слеће у Кабул. Истовремено, Амин је преместио своју председничку канцеларију у Таџбегову палату, верујући да је то место сигурније од могућих претњи.
27. децембра, 1979, 700 војника, укључујући 54 припадника специјалних снага КГБ из одреда Алфа и Зенит, преобучених у авганистанске униформе, је заузело важне владине, војне и медијске зграде у Кабулу, укључујући и примарну мету – Таџбегову палату, где су уклонили председника Амина. Операција је почела у 19:00, када су совјетске специјалне снаге (из групе Зенит) разнеле кабулски комуникациони чвор, паралишући тиме авганистанску војну команду. У 19:15 је почео јуриш на Таџбегову палату који је трајао 45 минута. Истовремено су заузети и остали објекти (на пример Министарство унутрашњих послова у 19:15). Операција се завршила са потпуним успехом ујутро 28. децембра. Совјетска војна команда у Термезу је објавила на радио Кабулу да је Авганистан ослобођен Аминове владавине.
Према совјетском Политбироу, они су придржавали Споразума о пријатељству, сарадњи и добрим суседским односима који је потписао претходни председник Тараки. Москва је рачунала да ће Аминов пад окончати борбе за власт у НДПА и такође смањити авганистанско незадовољство.
Совјети су изјавили да је погубљење Хафизуле Амина обавио Авганистански револуционарни централни комитет. Комитет је онда за председника владе изабрао бившег заменика премијера Бабрака Кармала, који је био премештен на релативно безначајно место амбасадора у Чехословачкој након победе Калка.
Совјетске копнене трупе су ушле у Авганистан са севера 27. децембра. Ујутро, падобранска дивизија из Витебска је слетела на аеродром у Баграму и размештање совјетских трупа у Авганистану је почело.
Брежњев је одбио укупно 18 званичних захтева за војну помоћ од авганистанске владе пре него што је заправо наредио слање совјетских војника у Авганистан. Операција по Совјетима није била инвазија у легалном смислу, а СССР је тврдио да је такво именовање било резултат америчке антисовјетске пропаганде.

## Совјетске операције
После размештања, совјетски војници нису били способни да успоставе власт изван Кабула. Више од 80% државе је још увек било ван ефикасне владине контроле. Почетна мисија да се бране градови и инсталације је проширена на борбу са антикомунистичким Муџахединима, користећи углавном совјетске резервисте.
Рани војни извештаји откривају тешкоће на које су совјетске снаге наилазиле током борби у планинским теренима. Совјетској армији није била позната таква борба, није имала тренинг за борбу против герилаца, а њено оружје и војна опрема, посебно оклопни транспортери и тенкови, су понекад били неефикасни или рањиви у планинском окружењу. Тешка артиљерија је често кориштена у борбама са побуњеницима.
Авганистанске герилце су финансирале и обучавале Сједињене Државе и њени савезници. Од посебног значаја су биле донације америчких против-авионских система ФИМ-92 Стингер, које је увећало губитке совјетског ваздухопловства. Такође, герилци су били у стању да нападају авионе када слећу или полећу са аеродрома.
Међународни дипломатски одговор је био неуједначен, у распону од одлучних упозорења до бојкота Летњих Олимпијских игара 1980 у Москви. Амерички председник Картер је изјавио да је совјетски напад био ”најозбиљнија претња миру још од Другог светског рата”.
Совјетски војници су често били у ситуацији да се боре против цивила због лукаве тактике герилаца. Операције заробљавања побуњеничких одреда су често биле неуспешне и морале су да се понављају у истом подручју јер су побуњеници бежали у планине, а враћали су се када су Совјети одлазили.
Половином осамдесетих, авганистански покрет отпора, уз подршку из Сједињених Држава, Велике Британија, Кине, Саудијске Арабије, Пакистана и других земаља, је допринео високим губицима за Москву и до затезања међународних односа.
У мају 1985, седам главних побуњеничких организација је основало савез да би координисале њихове војне операције против Совјетске армије. Крајем 1985, групе су биле активне у и око Кабула, покрећући ракетне нападе и заједничке операције против комунистичке владе. Немогућност Совјетског Савеза да угуши војну побуну, придобије значајнији број авганистанских присталица и савезника или да обнови авганистанску армију је захтевало да повећа директну употребу својих снага да би се борио против побуњеника.

### Мохамед Наџибулах (1986—1989)
Влада председника Кармала је била неефикасна. Даље ослабљена поделама у НДПА и у Парчам фракцији, напори владе да повећа своју подршку су резултовали неуспехом.
На крају, Кармал је замењен 1986. Мохамедом Наџибулахом, бишим шефом авганистанске тајне полиције (КХАД).
У новембру 1986, Наџибулах је постао изабрани председник и усвојен је нови устав. Неке од новина убачене у устав су били вишепартијски политички систем, слобода говора и исламски правни систем у независном правосуђу. Он је такође 1987. представио политику националног помирења, коју су развили стручњаци из Комунистичке партије Совјетског Савеза, и касније кориштена у другим регионима света. Упркос великим очекивањима, нова политика није учинила популарнијим режим који је подржавала Москва првенствено због огромне финансијске и медијске подршке запада муслиманским фундаменталистима.
Незванични преговори око совјетског повлачења из Авганистана су почели још 1982. 1988, владе Пакистана и Авганистана, уз гаранције САД и Совјетског Савеза, су потписале споразум којим су превазиђене важније разлике између њих познат као Женевски споразум. Уједињене нације су послале специјалну мисију да надгледа процес.
На овај начин, Наџибулах је стабилизовао своју политичку позицију довољно да почне да подржава напоре Совјетског Савеза за повлачење. 20. јула 1987, објављено је повлачење совјетских снага из Авганистана.
Међу осталим стварима које је Женевски споразум утврдио је и америчко и совјетско немешање у унутрашње проблеме Пакистана и Авганистана и распоред за потпуно совјетско повлачење из Авганистана до 15. фебруара 1989.
14.453 совјетских војника је убијено од 1979. до 1989, док је на муслиманској страни погинуло између 150.000 и 180.000 муџахедина. Процењено је да је милион Авганистанаца умрло као резултат немира током овог периода.

## Последице
Рат у Авганистану је имао јак утицај на спољну политику Совјетског Савеза. Он је био један од кључних разлога за прекид владавине Комунистичке партије. Рат је покренуо верске, националне и етничке покрете у већинској исламској популацији централних совјетских република близу Авганистана. Армија је била деморализована као резултат сталних оптужби да је била инвазиона.
Познати дисидент, академик Андреј Сахаров, јавно је објавио активности Совјетског Савеза у Авганистану. Схватање да се Совјетска армија бори против ислама у Авганистану је довело до успона исламског фундаментализма у централноазијским републикама и вероватно до јачања покрета за независност у Чеченији.
Грађански рат у Авганистану се наставио после совјетског повлачења. Наџибулахов режим, иако није успео да освоји подршку, територије или међународно признање, је успео да остане на власти до 1992. Ипак, он је пао након пребега генерала Абдула Рашида Достана и његове узбечке милиције на страну Талибана у марту.
Производња жита је опадала просечно 3,5% годишње између 1978. и 1990. због борби, нестабилности у сеоским подручјима, дуге суше и пропале инфраструктуре. Совјетски напори да се прекине производња у подручјима под контролом побуњеника је такође довело до овог пада. Даље, совјетски напори да се централизује економија кроз државно власништво и контролу и повезивању фарми у веће колективне фарме је довело до економског пада.
Током повлачења совјетских војника, авганистанска поља природног гаса су затворена да би се спречиле саботаже. Обнављање производње гаса је било спречено унутрашњим раздорима и прекидом традиционалних трговинских односа након распада Совјетског Савеза